# Daniel Moilanen
Daniel "Mojjo" Moilanen är en svensk trummis som spelar i banden Katatonia och Heavydeath. Han har tidigare spelat med ett stort antal andra band, bland annat Lord Belial, The Project Hate MCMXCIX, där han var den första mänskliga trummisen, och Runemagick.

## Band Daniel Moilanen har spelat i
- Dracena
- Engel
- Grindnecks
- Heavydeath
- Hymn
- Katatonia
- Lord Belial
- Mnemonic
- Myst
- Netherbird
- None
- Notre Dame
- Pen Expers
- The Project Hate MCMXCIX
- Relevant Few
- Runemagick
- Sandalinas
- Slaughtercult

## Diskografi
Med Heavydeath
- Eternal Sleepwalker (LP/CD/MC)
- Awakening of the Forgotten

Med Netherbird
- The Ghost Collector - (två låtar inspelade 2006) – 2008

Med Engel
- Absolute Design — 2007
- Threnody — 2009

Med The Project Hate MCMXCIX
- The Innocence of the Three-Faced Saviour (singel) – 2007
- In Hora Mortis Nostræ – 2007